# Maira longicornis
Maira longicornis är en tvåvingeart som beskrevs av Meijere 1913. Maira longicornis ingår i släktet Maira och familjen rovflugor. Inga underarter finns listade i Catalogue of Life.